# Рудаков Єлисей Сергійович
Єлисе́й Сергі́йович Рудако́в (* 27 квітня 1929, Томськ) — український хімік, фахівець у галузі кінетики і аналізу та термодинаміки. 1972 — член-кореспондент АН УРСР. Лауреат 1982 року премії ім. Л. В. Писаржевського АН УРСР. 2003 — лауреат Державної премії України в галузі науки і техніки. Лауреат 2012 року премії НАН України імені О. І. Бродського.

## З життєпису
1952 року закінчив Московський інститут тонкої хімічної технології.
В 1952—1959 роках працює у Ленінградському науково-дослідному інституті нафтохімічних процесів, у 1959—67 — співробітник Новосибірського інституту органічної хімії Сибірського відділення АН СРСР.
В 1967—1972 роках керує лабораторією Інституту каталізу Сибірського відділення АН СРСР, одночасно працює у Новосибірському університеті.
З 1972 року завідує відділом Інституту фізико-органічної хімії та вуглехімії АН УРСР в Донецьку, в організації якого брав дієву участь.
Працював над розвитком методів термодинамічних функцій міжмолекулярної взаємодії та теорії перехідних станів гетеролітичних реакцій. Займався вивченням механізмів активації у алкілгалогенідів та алканів — зокрема, комплексами металів.
У вислідку тотих досліджень відкрив такі явища, як фронтальна реакція у розчинах, та реакція окислювального дегідрування алканів комплексами паладію.
Під його орудою захистили 5 докторських і 22 кандидатські дисертації.
Його монографії (всього разом 5):
- 1968 — «Термодинаміка міжмолекулярної взаємодії», Новосибірськ,
- 1985 — «Реакції алканів з окисниками, металокомплексами і радикалами у розчинах», Київ,
- 1998 — «Молекулярна, квантова і еволюційна термодинаміка (розвиток і спеціалізація методу Гіббса)», Донецьк.

Загалом написав понад 400 наукових робіт.
Має 27 авторських свідоцтв і патентів, зокрема
- «Спосіб одержання антикорозійного матеріалу „лігурат“», співавтори Зімцева Галина Петрівна, Єгоричев Петро Павлович, Каптуренко Микола Григорович, Лобачов Володимир Леонідович, Пабат Геннадій Михайлович, Сальніков Андрій Володимирович.